# 1933
| 1933                                                         |
| ------------------------------------------------------------ |
| Dødsfald - Fødsler                                           |
| • Begivenheder • Film • Litteratur • Musik • Politik • Sport |

| Gregoriansk kalender | 1933 MCMXXXIII          |
| Ab urbe condita      | 2686                    |
| Armensk kalender     | 1382 ԹՎ ՌՅՁԲ            |
| Kinesiske kalender   | 4629 – 4630 壬申 – 癸酉 |
| Etiopisk kalender    | 1925 – 1926             |
| Jødisk kalender      | 5693 – 5694             |
| Hindukalendere       |                         |
| - Vikram Samvat      | 1988 – 1989             |
| - Shaka Samvat       | 1855 – 1856             |
| - Kali Yuga          | 5034 – 5035             |
| Iransk kalender      | 1311 – 1312             |
| Islamisk kalender    | 1352 – 1353             |

Konge i Danmark: Christian 10. 1912-1947
Se også 1933 (tal)

## Begivenheder
- Det værste år i den store depression.

### Januar
- 5. januar – Arbejdet på Golden Gate-broen ved San Francisco begynder.
- 30. januar – Adolf Hitler bliver tysk kansler.
- 30. januar - Kanslergadeforliget

### Februar
- 2. februar - Adolf Hitler suspenderer det tyske parlament
- 27. februar – Rigsdagsbranden i Berlin
- 28. februar - Rigspræsident von Hindenburg og rigskansler Adolf Hitler udsteder Rigsdagsbrandforordningen

### Marts
- 4. marts – Herbert Hoover (1929 – 1933) afløses af Franklin D. Roosevelt (1933 – 1945) som amerikansk præsident.
- 5. marts - ved valgtet til den Tyske Rigsdag opnår Hitlers NSDAP knap 44% af stemmerne
- 12. marts - koncentrationslejren, Sachsenhausen, åbnes i Oranienburg udenfor Berlin
- 13. marts - Joseph Goebbels bliver tysk minister for information og propaganda
- 15. marts - i Tyskland proklamerer Adolf Hitler Det Tredje Rige og forbyder venstrefløjens aviser, samt koshermad
- 22. marts – Kz-lejren Dachau åbner ved München.
- 24. marts - den Tyske Rigsdag vedtager bemyndigelsesloven, hvored Rigsdagen bemyndiger Adolf Hitler og den nazistiske regering til at lede Tyskland uden om Rigsdagen

### April
- 3. april - den første flyvning over Mount Everest gennemføres af fire englændere.
- 4. april - Luftskibet USS Akron forliser i dårligt vejr ud for New Jersey i USA i den indtil da mest dødelige ulykke med luftskibe.
- 5. april - Konflikten om Østgrønland afsluttes ved en afgørelse fra Den Internationale Domstol i Haag, der giver Danmark suverænitet over hele Grønland
- 11. april - ved lov forbydes det medlemmer af politiske foreninger i Danmark at bære uniform
- 26. april - Gestapo, Nazitysklands hemmelige politi, oprettes

### Maj
- maj – Karl Jansky meddeler opdagelsen af radiobølger fra midten af Mælkevejen
- 8. maj - Mahatma Gandhi begynder fastesultestrejke mod briterne
- 10. maj - bogbrændinger i Tyskland - unge nazister brænder bøger af såkaldte udstødte forfattere af på bål

### Juni
- 1. juni – Nordjysk Udstilling åbner i Aalborg. Som en del af udstillingen åbner også Aalborg Tårnet
- 1. juni - Nord for München åbnes koncentrationslejren Dachau, som siden bliver model for andre lejre. Fangerne modtages af et skilt med indskriften Arbeit macht frei
- 2. juni - ny lov i Tyskland forhindrer jødiske tandlæger og tandteknikere i at arbejde i offentlige institutioner
- 6. juni - Verdens første Drive-in biograf har premiere i Camden, New Jersey
- 7. juni - Fuldblodshesten Hyperion ejet af Jarlen af Derby vinder det engelske derby og senere på året St. Leger Stakes
- 8. juni - et konkordat mellem Tyskland og Pavekirken sluttes. Samtidig flygter det tyske socialdemokratis ledelse til Prag

### August
- 25. august - Ha'avara-planen om flytning af tyske jøder fra Tyskland til Palæstina indgås mellem det Zionistiske Forbund for Tyskland og Jewish Agency

### September
- 21. september - den tyske præst Martin Niemöller opfordrer til dannelse af et forbund af præster, der skal protestere mod nazistisk styring af kirken
- 28. september - Københavnske aviser meddeler, at politiet har forbudt "børns anvendelse af rulleskøjter og løbehjul på offentlige pladser"

### Oktober
- 6. oktober - Air France stiftes ved en fusion mellem fem franske luftfartsselskaber
- 10. oktober - et fly fra United Airlines på vej mellem Cleveland og Chicago ødelægges af sabotage, hvilket er første kendte tilfælde af flysabotage i historien
- 17. oktober - Albert Einstein ankommer til USA på flugt fra Nazi-Tyskland
- 20. oktober - den tjekkoslovakiske regering forbyder det tyske nazistparti i Tjekkoslovakiet. Partiet genopstår kort efter som Sudetendeutsche Partei

### November
- 12. november - ved valget til den tyske rigsdag opnår Hitlers nazistparti 43,9 % af stemmerne

### December
- 3. december – Christian 10. taler som den første danske konge i radioen.
- 5. december – spiritusforbuddet i USA ophæves. Det var indført i 1920. Samtidig forbydes marihuana
- 8. december - skolebogsbetænkningen offentliggøres. Den foreskriver, at religion skal være et rent kundskabsformidlende fag, og at krigshistorie og politisk historie i historiefaget skal træde i baggrunden.
- 22. december – Der afsiges dom i sagen om rigsdagsbranden i Berlin. Hollænderen Marinus van der Lubbe dømmes til døden og guillotineres, mens de øvrige frikendes – dog uden at blive løsladt fra fængslet.
- 26. december – Nissan etableres i Tokyo i Japan.
- 26. december – FM-radio patenteres.

## Født

### Januar
- 5. januar – Leo Carpato, dansk musiker og entertainer (død 1998).
- 12. januar – Liliana Cavani, italiensk filminstruktør.
- 16. januar – Susan Sontag, amerikansk forfatter (død 2004).
- 18. januar - Ray Dolby, amerikansk ingeniør (død 2013).
- 18. januar - John Boorman, engelsk filminstruktør.
- 25. januar – Corazon Aquino, filippinsk politiker og præsident (død 2009).
- 29. januar – Finn Henriksen, dansk filminstruktør (død 2008).
- 29. januar – Hugo Herrestrup, dansk skuespiller (død 2009).

### Februar
- 13. februar – Paul Biya, Camerouns præsident.
- 13. februar – Kim Novak, amerikansk skuespillerinde.
- 18. februar – Bobby Robson, engelsk fodboldtræner (død 2009).
- 18. februar – Yoko Ono, japansk kunstner.
- 21. februar – Nina Simone, amerikansk soulsanger og pianist (død 2003).
- 22. februar – Katharine, hertuginde af Kent
- 22. februar – Avi Sagild, dansk skuespillerinde (død 1995).

### Marts
- 1. marts – Youko Minamida, japansk skuespiller (død 2009).
- 14. marts – Michael Caine, engelsk skuespiller.
- 15. marts – Ruth Bader Ginsburg, amerikansk højesteretsdommer (død 2020).
- 19. marts – Philip Roth, amerikansk forfatter (død 2018).
- 24. marts – Hans Christian Ægidius, dansk skuespiller (død 2008).

### April
- 29. april – Willie Nelson, amerikansk countrysanger.

### Maj
- 5. maj – James Brown, amerikansk musiker (død 2006).
- 9. maj - Ib Braun, dansk billedhugger (død 2003).

### Juni
- 11. juni – Gene Wilder, amerikansk skuespiller og komiker (død 2016).
- 17. juni – Karen Nøhr, dansk tidligere amtsborgmester.
- 20. juni – Danny Aiello, amerikansk skuespiller (død 2019).
- 23. juni – Dianne Feinstein, amerikansk politiker (død 2023).

### Juli
- 3. juli – Ib Mossin, dansk skuespiller og instruktør (død 2004).
- 16. juli – Rita Angela, dansk skuespillerinde (død 2020).

### August
- 1. august – Ebbe Langberg, dansk skuespiller (død 1989).
- 4. august - Else Lidegaard, dansk journalist og forfatter (død 2025).
- 15. august – Mike Seeger, amerikansk folkemusiker (død 2009).
- 18. august – Roman Polanski, polsk filminstruktør.
- 21. august – Erik Paaske, dansk skuespiller og sanger (død 1992).
- 31. august – Kirsten Walther, dansk skuespillerinde (død 1987).

### September
- 10. september – Jevgenij Khrunov, russisk kosmonaut (død 2000).
- 10. september – Karl Lagerfeld, tysk modeskaber (død 2019).
- 13. september – Bent Hansen, dansk fodboldlandsholdsspiller (død 2001).
- 19. september – Bent Jørgensen, dansk zoolog.

### November
- 3. november – Michael Dukakis, amerikansk politiker.
- 3. november – John Barry, engelsk filmkomponist (død 2011).
- 19. november – Larry King, amerikansk studievært (død 2021).
- 22. november – Vagn Lundbye, dansk forfatter (død 2016).
- 23. november – Krzysztof Penderecki, polsk komponist (død 2020).
- 29. november – John Mayall, amerikansk bluesmusiker.

### December
- 2. december – Søren Mørch, dansk historiker (død 2024).
- 15. december – Tim Conway, amerikansk komiker og skuespiller (død 2019).
- 18. december – Rik Van Looy, belgisk cykelrytter (død 2024)
- 23. december – Akihito, kejser af Japan.

## Dødsfald

### Januar
- 5. januar – Calvin Coolidge, USA's 30. præsident 1923-1929 (født 1872).
- 11. januar – Frederik Riise, dansk fotograf (født 1863).
- 19. januar - Severin Christensen, dansk læge og filosof (født 1867).
- 31. januar – John Galsworthy, engelsk forfatter og nobelprismodtager (født 1867).

### Februar
- 4. februar – Lauritz Vilhelm Birck, dansk politiker og nationaløkonom (født 1871).
- 13. februar - Søren Lund, dansk maler (født 1852).
- 20. februar - Ludvig Sylow, dansk fodboldleder (født 1861).

### Marts
- 9. marts – Joakim Skovgaard, dansk maler, billedhugger og kunsthåndværker (født 1856).

### April
- 4. april – William A. Moffett, amerikansk admiral (født 1869).
- 8. april - Julius Schovelin, dansk nationaløkonom, forfatter og politiker (født 1860).
- 16. april - Peter Ilsted, dansk maler (født 1861).
- 22. april – Henry Royce, engelsk bilfabrikant (født 1863).
- 26. april – Hortense Panum, dansk musikhistoriker og forfatter (født 1856).

### Maj
- 1. maj – Gerhard Nielsen, dansk folketingsformand (født 1871).
- 3. maj – Aksel Hansen, dansk billedhugger (født 1853).
- 5. maj – Frederik Raben-Levetzau, dansk udenrigsminister (født 1850).
- 6. maj – Georg Bestle, dansk vinhandler og grundlægger (født 1855).

### Juni
- 19. juni – Aage Langeland-Mathiesen, dansk arkitekt (født 1868).

### Juli
- 11. juli – Ove Rode, dansk politiker (født 1867).

### August
- 5. august – Victor Nyebølle, dansk arkitekt (født 1862).
- 7. august – Henrik Cavling, dansk redaktør og forfatter (født 1858).
- 23. august – Adolf Loos, tjekkisk/østrigsk arkitekt (født 1870).
- 29. august – Jens Jørgen Jensen-Onsted, dansk politiker og minister (født 1860).

### September
- 1. september - Johannes Pitzner, dansk politiker, bagemester og direktør (født 1865).
- 6. september – Vilhelm Bardenfleth, dansk politiker, jurist og minister (født 1850).
- 10. september – L.A. Ring, dansk maler (født 1854).

### Oktober
- 20. oktober – Gottfried Benneweis, dansk cirkusdirektør (født 1865).
- 29. oktober – Albert Calmette, fransk læge (født 1863).
- 30. oktober – Svend Kornbeck, dansk skuespiller (født 1869).

### November
- 9. november – Carl Røgind, dansk tegner (født 1871).
- 14. november – Poul S. Christiansen, dansk maler (født 1855).
- 22. november – Ulrik Plesner, dansk arkitekt (født 1861).

### December
- 4. december – Stefan George, tysk digter (født 1868).
- 13. december - Carl Bonnesen, dansk billedhugger (født 1868).
- 21. december – Knud Rasmussen, dansk/grønlandsk polarforsker (født 1879).
- 25. december – Francesc Macià, præsident for den autonome regering for Katalonien (født 1859).
- 27. december – Børge Janssen, dansk forfatter (født 1867).

## Sport
- Ryder Cup, golf – Storbritannien 6½-USA 5½

## Nobelprisen
- Fysik – Erwin Schrödinger, Paul Adrien Maurice Dirac
- Kemi – ikke uddelt
- Medicin – Thomas Hunt Morgan
- Litteratur – Ivan Aleksejevitj Bunin
- Fred – Sir Norman Angell (Ralph Lane)

## Bøger
- En flygtning krydser sit spor af Aksel Sandemose.
- Jørgen Stein (2. del: Under regnbuen) – Jacob Paludan
- 1. september - H.G. Wells udgiver sin science fiction-roman The Shape of the Things to Come

## Film
- De tre små grise – kortfilm fra Disney
- 2. marts - New York er vært for verdenspremieren på filmen King Kong